# 児玉誠
児玉誠（こだま まこと、1894年（明治27年）1月7日 - 1937年（昭和12年）2月22日）は、日本の病理学者。満鉄衛生研究所病理部部長。児玉博士邸事件の当事者の一人。

## 略歴
長野県小県郡和村（現東御市東上田）に生まれる。実家は大地主で、小県郡有数の資産家。旧制上田中学、千葉医学専門学校を卒業後、北里研究所の病理部に入り、草間滋に師事、草間の慶應義塾大学教授就任に伴い、助手として慶應に転勤。1923年よりドイツに留学し、フライブルク大学、ミュンヘン大学で学び、1926年に帰国し、慶應義塾大学医学部の病理学講師を経て、大連の満鉄衛生研究所病理部部長に就任。満州チフスに関する研究を行ない、1933年には児玉一門による「満州熱および発疹チフスに関する実験的研究」に対して日本細菌学会より浅川賞が授与されたが、同年、妻の異性関係がもとで起こった「児玉博士邸事件」に関与したことにより、同所を辞職し、妻と離婚し、ベルリンの国立衛生研究所に留学した。翌年帰国後、新潟医科大学の客員研究員として日本脳炎の研究に携わり、再婚もしたが、1937年に副鼻腔炎の手術がもとで化膿性髄膜炎に罹患し、44歳で急逝した。

## 児玉博士邸事件
1933年9月、大連聖徳街の児玉の自邸2階で、妻の愛人2人（外国航路の船員と満鉄用務係）が口論となり、船員の男が満鉄の男を刺殺し、居合わせた児玉が遺体を縫合し、船員の男と遺体を運び出して隠匿した。妻と船員は日本に逃げたが、20日ほどして児玉が自首し、事件が発覚、全員逮捕された。児玉は不起訴となり、船員は死刑、妻は懲役2年の判決が下り、1935年に死刑が執行された。

## 家族
- 祖父・児玉彦助（1851-1922年） - 素封家・児玉彦右衛門の四男。長野県の大地主にして多額納税者[5][6]。醤油醸造業。金融業を中心とした諸事業を手掛ける児玉家の資産運用会社である児玉合名会社代表のほか、田中倉庫、諏訪倉庫、神川銀行、第十九銀行、小諸銀行などの役員を務めた[5][7]。彦助が隠居分家として建てた家は、現在児玉家住宅として国の登録有形文化財になっている[8]。
- 父・児玉猛次郎 - 彦助の養子[5]
- 兄・児玉衛一（もりかず、1883-1952年） - 早稲田大学卒業後、家督を継ぎ、長野県会議員、上田殖産銀行頭取、諏訪倉庫、第十九銀行、信濃電気などの役員を務めた[9]。武蔵野乗合自動車（現在の小田急バス）、大正自動車（東急バスに吸収）なども創業した。
- 兄・児玉真造（1891-1945年） - 家業の醤油醸造業を継ぎ、アミノ酸醤油の製法特許を取得し、1937年ころ東京京橋に日本アミノ酸醤油株式会社を設立し、手広く事業を展開した[6][10][11]。
- 妻・勝美（1906-1963年） - 長野県南安曇郡豊科町（現・安曇野市）の素封家藤森家の一人娘[12]。松本高等女学校を経て青山女学院を卒業[12]。東京文化裁縫女学校を卒業後、故郷に戻り、1926年に児玉と結婚し、渡満した[13]。結婚生活は夫からの暴言や経済的な制限が強く、家庭愛のない寂しいものであったと公判で述べている[14]。事件後服役し、1936年に出所、1938年頃に再婚し3児を儲けたが、戦争未亡人となり、58歳で癌により死去した[15]。
- 妻 - 元教師。1936年再婚[16]。